# 超敏籃球隊
超敏籃球隊（UAT Basketball Team），早年是香港的甲組籃球隊，附屬超敏會（UAT Association）的籃球部。超敏現時已沒有参加香港籃球總會舉辦的聯賽。

## 球隊歷史
超敏籃球隊一直以來在甲一組聯賽都是在下線競逐。
超敏於2009年雖然羅致前南華主將虞興海加盟，最好成績也只是甲一組聯賽第五名。
2010年，超敏獲得前香港籃球代表隊後衛梁國成加盟，與其胞弟梁達成並肩作戰，球隊整體實力更趨平均，成為甲一組聯賽一路黑馬，一度有機會晉身季後賽。

## 球隊榮譽
- 香港籃球總會甲一組聯賽第五名

## 著名球員
- 梁月明、虞興海、梁國成

## 外部連結
- 香港籃球總會網頁 （页面存档备份，存于）
- 超敏會網頁 （页面存档备份，存于）